# Halberstadt D.II
L'Halberstadt D.II est un avion de chasse biplan allemand de la Première Guerre mondiale. 

## Description

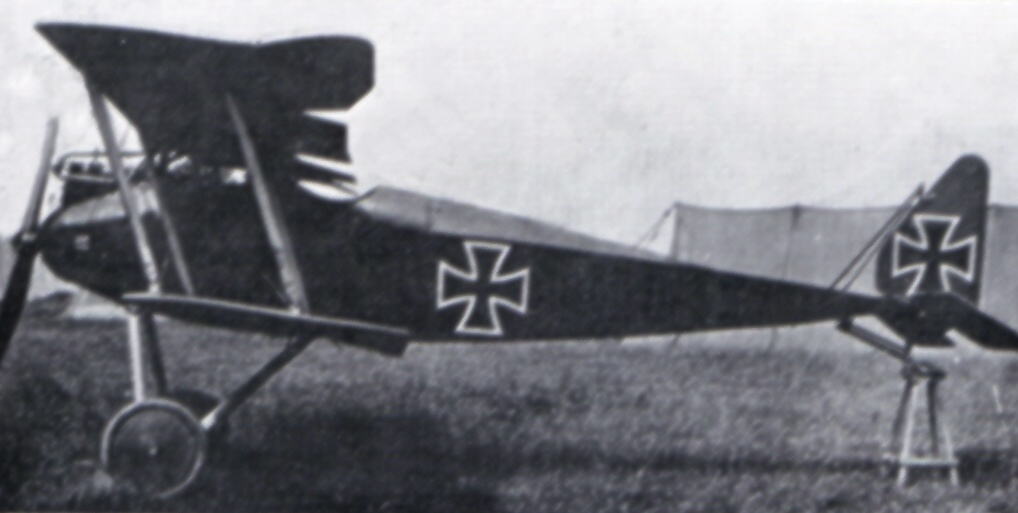
Un Halberstadt D.II de profil.

L'Halberstadt D.II est la version de série du prototype D.I. Allégé pour améliorer les performances, il est également doté d'ailes décalées et d'un moteur plus puissant, le six cylindres en ligne Mercedes D II de 120 ch. La partie frontale et les radiateurs testés sur le D.I sont remplacés par un radiateur monté sur l'aile, à l'instar de ceux utilisés ultérieurement sur les Albatros D.III et Albatros D.V. Les deux ailes sont très fortement raidies, et le poste de pilotage est surélevé à l'aide d'un capotage de l'habitacle, modifiant ainsi le profil du fuselage, par rapport au prototype. Les bords de fuite des ailes sont en bois, par opposition au fil tendu répandu sur les autres appareils allemands de l'époque. Le contrôle latéral se fait à l'aide d'ailerons dans les ailes supérieures, mais il n'y a pas de surface fixe aux empennages arrière, à l'instar de ceux employés sur les Fokker E.III. Bien que très sensible, il s'avère très maniable pour un pilote expérimenté et peut plonger en toute sécurité à vitesse élevée.

## Production
L'Halberstadt D.II est construit en série par Halberstädter Flugzeug-Werke GmbH, mais aussi Hannoversche Waggonfabrik AG et Automobil und Aviatik A.G, les appareils produits par cette dernière ayant porté la désignation Aviatik D.I puis Halberstadt D.II(Av).
L'Halberstadt D.III est pratiquement identique au D.II. Il ne se distingue que par une modification de la section centrale du plan supérieur et son moteur, un Argus As II développant également 120 ch. 

## En service
Si les chiffres de performance disponibles pour ce type sont exacts, la vitesse du chasseur Halberstadt et sa vitesse ascensionnelle ne sont guère supérieures aux Fokker E.III, et inférieures aux chasseurs alliés contemporains comme le Nieuport 11 et le Airco DH.2. Livré initialement aux Kampfeinsitzerkommandos de la Luftstreitkräfte chargés d'assurer la protection des avions de reconnaissance, cet appareil gagne le respect des pilotes de chasse alliés et est la monte préférée des pilotes jusqu'à la formation des premières escadrilles de chasses allemandes à la fin de l'été 1916 et à l'apparition de l'Albatros D.I.
Selon les chiffres de la Commission Interallée d'Armistice une centaine d'Halberstadt D II et D III sont en service au front en janvier 1917, mais en septembre 1917, ils ont tous été remplacés par les nouveaux chasseurs Albatros.

## Sources
1. 1 2 3  Gray et Thetford 1970, p. 148